# واديا الخد والناصف
واديا الخد والناصف هما واديان صغيران في تهامة بلاد بلقرن تسيل مياههما من جبال ثميدة حتى ترفد وادي قنونا من الشرق، وعليهما بيوت متناثرة لبني الحارث من بلقرن.